# 野口霞
野口 霞（のぐち かすみ、1990年5月6日 - ）は、日本の女子野球選手、元IBAF女子ワールドカップ日本代表。佐賀県諸富町（現・佐賀市）出身。

## 概要
中学校卒業後女子野球部のある神村学園高校に入学。神村学園では中野菜摘、厚ヶ瀬美姫とならんで神村学園三人娘と呼ばれた。2008年のIBAF女子ワールドカップでは日本代表として出場し防御率0.00、勝率10割、MVPの三冠を達成し世界一に大きく貢献した。この活躍を受け佐賀市特別賞を受賞した。

## エピソード
- ワールドカップで投手としては珍しい背番号56番を付けた。理由は幼少期から好きだった漫画『MAJOR』の主人公の背番号を希望したため。

## テレビ出演
- バース・デイ（2009年9月15日、TBS）